# Хапоэль (баскетбольный клуб, Эйлат)
«Хапоэль» (Эйлат) (ивр. הפועל פתאל אילת‎) — израильский профессиональный баскетбольный клуб, представляющий город Эйлат в Израильской Суперлиге. Вице-чемпион Израиля в 1998 и 2015 годах, финалист Кубка Израиля 2014 года.

## Историческая статистика
«Хапоэль» (Эйлат) был одним из ведущих баскетбольных клубов Израиля в 1990-е годы и затем снова в начале 2010-х годов. Клуб впервые участвовал в чемпионате высшего дивизиона в сезоне 1991/1992 под руководством Арика Шивека и оставался в нём до 1999 года. Возрождение эйлатского баскетбола было связано с переводом в город в 2012 году клуба «Маккаби Хабик’а» его владельцем Дороном Герциковичем.
Включая сезон 2014/2015, команда провела в высшей лиге чемпионата Израиля 11 лет. Дважды по итогам регулярного сезона она занимала 3-е место (в 1997/1998 и 2012/2013). Шесть раз клуб играл в плей-офф высшего дивизиона, в 1997/1998 и 2014/2015 годах закончив выступления в ранге финалиста, ещё трижды — в полуфинале.
В Кубке Израиля клуб достиг высшего успеха в сезоне 2013/2014, когда под руководством Одеда Каташа вышел в финал. В 2014/2015 команда дошла до полуфинала. «Хапоэль» (Эйлат) имеет опыт игры в европейских клубных турнирах: в сезонах 1993/1994 и 1994/1995 он выступал в Кубке Корача, а в 1997/1998 и 1998/1999 — в Кубке Сапорты, в первый год участия в этом турнире пробившись в Top16, где уступил по сумме двух встреч «Панатинаикосу».